# Adrián Colombo
Adrián Arley Colombo Reyes (n. 28 de marzo de 1974 en Montevideo, Uruguay) es un exfutbolista y actual entrenador uruguayo que se desempeñaba como centrodelantero, destacándose como goleador.
Actualmente se encuentra trabajando como técnico en las divisiones formativas del Club Atlético Peñarol.

## Clubes
Como Jugador:
| Club              | País      | Año       |
| ----------------- | --------- | --------- |
| Cerro             | Uruguay   | 1990-1994 |
| Huracán F.C       | Uruguay   | 1994-1995 |
| Progreso          | Uruguay   | 1996-1997 |
| Deportivo Táchira | Venezuela | 1997-1998 |
| Progreso          | Uruguay   | 1998      |
| Juventud          | Uruguay   | 1999-2002 |
| El Tanque         | Uruguay   | 2003      |
| Progreso          | Uruguay   | 2003      |
| Persib Bandung    | Indonesia | 2004      |
| PSMS              | Indonesia | 2005      |
| Petrokimia        | Indonesia | 2006-2008 |
| Persiku Kudus     | Indonesia | 2009      |
| Universal         | Uruguay   | 2009-2011 |

Como entrenador:
| Club                  | País    |
| Huracán F.C           | Uruguay |
| Central Español       | Uruguay |
| Club Atlético Torque  | Uruguay |
| Danubio F.C.          | Uruguay |
| Club Atlético Peñarol | Uruguay |